# 람캄행 대학교
람캄행 대학교(태국어: มหาวิทยาลัยรามคำแหง 마하위타얄라이 람캄행[*])는 태국의 두 개방대학 중 하나로, 나머지 하나인 수코타이탐마티랏 대학교보다 먼저 만들어졌다. 이 대학교의 이름은 수코타이 왕조의 람캄행 대왕에게서 따온 것이다.
1971년 람캄행 대학교가 개교하기 전, 태국은 오랫동안 대학 수 부족 문제를 겪고 있었다. 태국 고등학교 졸업생 중 대학 진학 희망자의 수가 태국 내 모든 대학의 총 입학 정원을 초과하고 있었기 때문이다. 이 때문에 의회는 최초의 개방대학, 즉 입학생 수용이 무제한인 대학으로서 람캄행 대학교의 설립을 인가하는 법안을 통과시켰다.
이 대학에는 법학부, 경영학부, 인문학부, 교육학부, 이학부, 정치학부, 경제학부, 공학부, 매스커뮤니케이션기술학부의 총 9개 학부가 있다. 공학부는 입학정원에 제한이 있지만, 나머지 8개 학부는 공부하고자 하는 학생이라면 누구든지 입학할 수 있다. 신입생 입학시험도 없어 지원 학생 전원이 신입생이 될 수 있다.
캠퍼스는 두 곳이 있는데 모두 방콕에 위치한다. 신입생들은 켓 프라카농의 방나 캠퍼스에서 수업을 듣고, 대부분의 다른 학생들은 주 캠퍼스인 켓 방까삐의 후아막 캠퍼스에서 수업을 듣는다.

## 목표
- 전국에 고등교육 기회의 평등을 제공하여 삶의 질을 높인다.
- 양질의 졸업생들에게 중요한 전문 지식을 배양한다.
- 엄정한 윤리관, 창조적인 아이디어, 모범적인 리더십 및 국가의 발전을 돕는 데 필요한 기술을 가진 학생들을 배출한다.
- 효율성과 질, 또 효과적인 타 대학 및 연구기관, 시민단체와의 교직원 관계에 초점을 둔 우수한 대학 경영 시스템을 창출한다.
- 태국의 문화 및 예술 발전을 촉진한다.
- 기술을 개발하고 이전하며, 전통적인 지식과 합치되는 방식으로 새로운 기술을 지원하고 이용한다.

## 비전
- 람캄행 대학교는 전문적인 지식과 엄정한 윤리적 기준을 갖춘 학생을 배출하는 것에 중점을 둔다.
- 이 졸업생들은 태국의 지속가능한 발전에 이바지하는 미래의 리더가 될 것이다.
- 람캄행 대학교는 기술의 개발을 위한 연구를 지원하며, 도시민과 촌민을 막론하고 모든 태국인에 대한 고등교육의 평등을 지지한다.
- 람캄행 대학교는 선도적인 국제적 대학이자 교육의 중심이 되는 것을 목표로 한다.

## 소속 학부 및 대학원
- 법학부
- 경영학부
- 인문학부
- 교육학부
- 이학부
- 정치학부
- 경제학부
- 공학부
- 매스커뮤니케이션기술학부
- 대학원